# Słobożanśke (rejon czuhujewski)
Słobożanśke (do 2016 nosiło nazwę Komsomolśke) – miasto na Ukrainie, w obwodzie charkowskim, w rejonie czuhujewskim, siedziba hromady.
Stacja kolejowa.

## Historia
Miejscowość została założona w 1956, osiedle typu miejskiego od 1960. 13 marca 2025 nadano status miasta.
W 1972 liczyło 11,8 tys. mieszkańców.
W 1989 liczyło 15 871 mieszkańców.
W 2013 liczyło 14 776 mieszkańców.